# Dario Tamburrano
Dario Tamburrano (ur. 27 sierpnia 1969 w Rzymie) – włoski polityk i dentysta, poseł do Parlamentu Europejskiego VIII i  X kadencji.

## Życiorys
W 1996 ukończył studia z zakresu stomatologii na Uniwersytecie Rzymskim – La Sapienza, podjął pracę jako dentysta.
Zaangażował się w działalność polityczną w ramach Ruchu Pięciu Gwiazd. W wyborach w 2014 z listy tego ugrupowania uzyskał mandat eurodeputowanego, który wykonywał do 2019. Po raz drugi został wybrany do Europarlamentu w 2024.